# برايان ولمان
برايان ولمان (بالإنجليزية: Brian Wellman) هو منافس ألعاب قوى بريطاني، ولد في 8 سبتمبر 1967 في برمودا في المملكة المتحدة.

## وصلات خارجية
- برايان ولمان على موقع الاتحاد الدولي لألعاب القوى (الإنجليزية)
- برايان ولمان على موقع أوليمبيديا (الإنجليزية)